# Паркер, Теодор
Теодор Паркер (англ. Theodore Parker; 24 августа 1810, Лексингтон, штат Массачусетс — 10 мая 1860, Флоренция) — американский религиозный деятель, унитарианский священник и социальный реформатор, теолог, аболиционист и писатель

. Представитель трансцендентализма.

## Биография

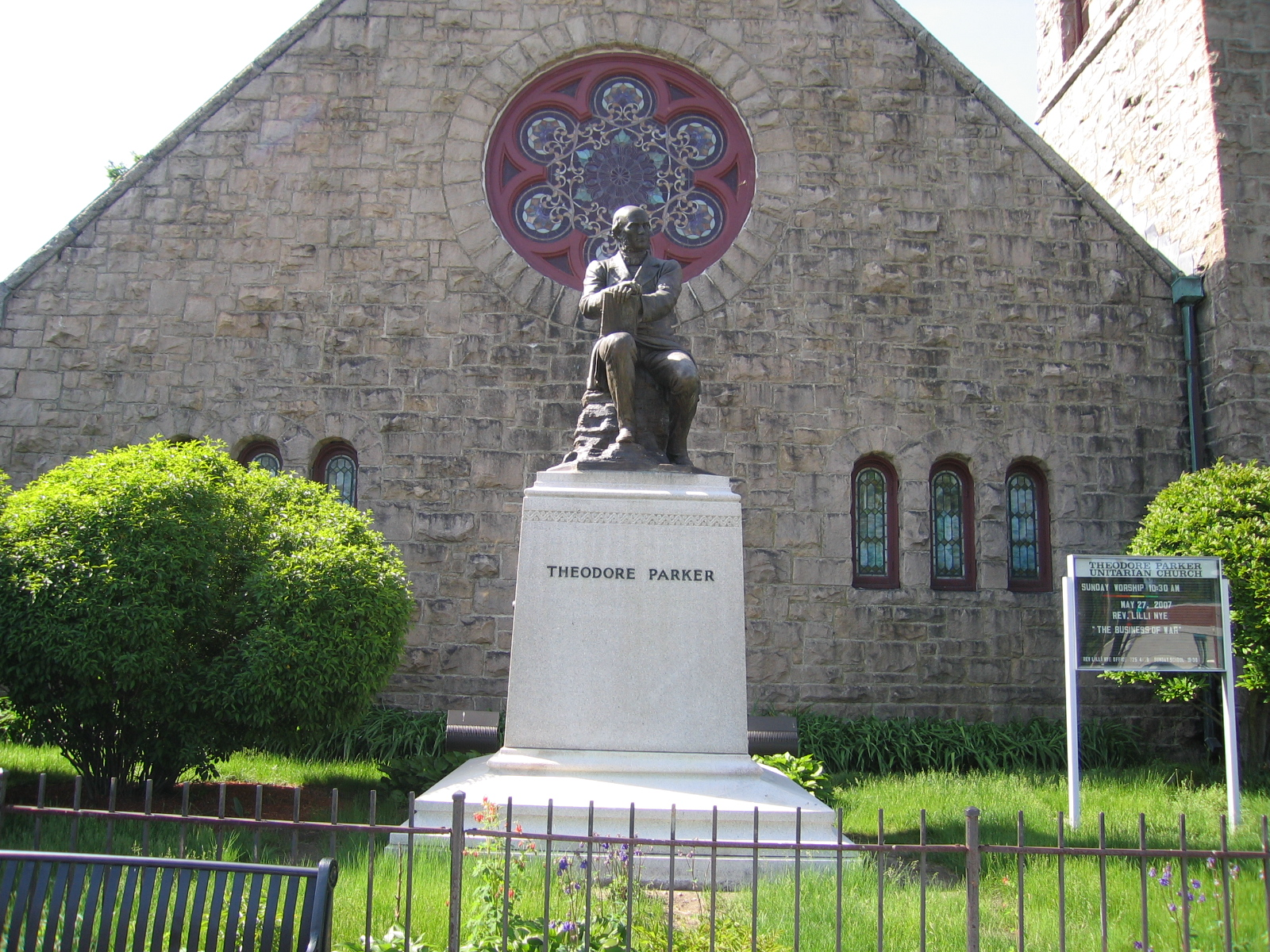
Памятник Т. Паркеру перед Унитарной универсалистской церковью его имени

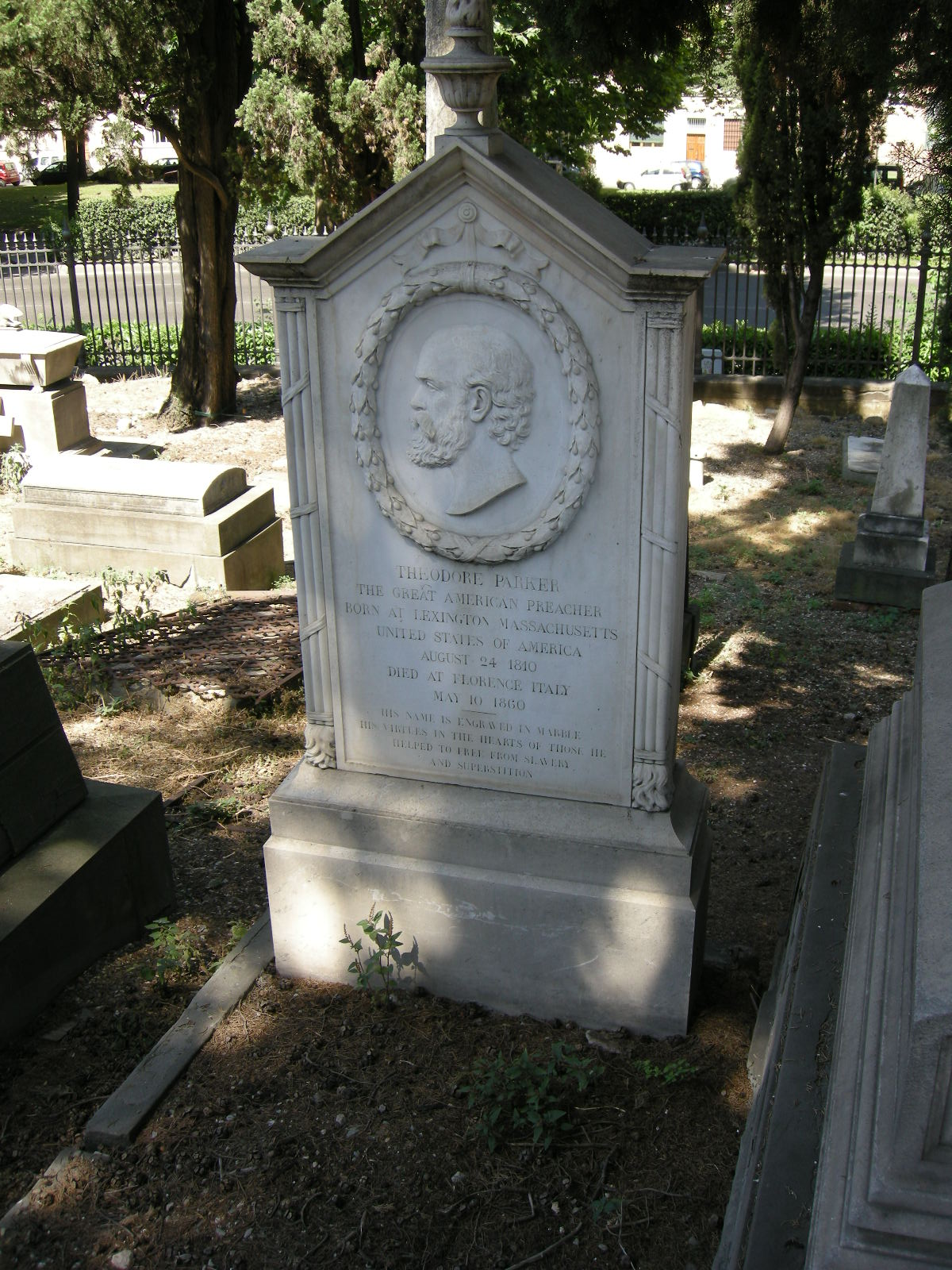
Надмогильный памятник Т. Паркера на Английском кладбище во Флоренции, работа скульптора Джоэла Таннера Харта

В молодости работал учителем. С 1830 года обучался в Гарвардском университете, позже — в Гарвардской школе богословия в Кэмбридже, штат Массачусетс. Ученик Джона Палфри.
С 1836 года служил проповедником в унитарной церкви в Роксбери (Бостон). Его свободные реформаторские религиозные идеи с 1840 года публиковались в трансценденталистском журнале The Dial и вызвали возмущение в обществе, в результате через несколько лет он вынужден был отставить службу и уйти в отставку.
Его бостонская проповедь «Преходящее и постоянное в христианстве» в мае 1841 года стала широко известной и считается причиной разлада с унитариями.
Паркер побывал в Англии, Германии, Франции и Италии. В 1844 году вернулся на родину и в 1846 году стал проповедником в приходской церкви в Бостоне, этот пост он занимал до самой смерти.
Активно участвовал в движении за отмену рабства и освобождении рабов. Во многом благодаря его усилиям в борьбе с Законом о беглых рабах в 1850—1861 годах рабов-беглецов, укрывшихся в Бостоне, только дважды выдавали назад рабовладельцам. Его идеи и популярные цитаты позже использовались в выступлениях Авраама Линкольна и Мартина Лютера Кинга.
Умер от туберкулёза, находясь на излечении в Италии. Похоронен на Английском кладбище во Флоренции.

## Память
- Унитаристы-универсалисты почитают Теодора Паркера как «каноническую фигуру — модель пророческого священника в американской унитарной традиции».
- Церковь в Вест-Роксбери, где Паркер провёл своё первое пастырское служение (1837—1846), была в 1962 году переименована в Унитарную универсалистскую церковь Теодора Паркера. Это название сохранилось и сегодня.